# 桑加-姆巴埃雷省
桑加-姆巴埃雷省（法語：Prefecture de Sangha-Mbaéré）是中非共和国16省之一，首府诺拉。该省与喀麦隆、刚果共和国接壤。根據2003年統計，該省人口为101,074人，面积为19,412平方公里。